# نییربرونی
نییرایبرونی (به مجاری:  Nyíribrony) یک منطقهٔ مسکونی در مجارستان است که در سابولچ-ساتمار-برگ واقع شده‌است. نییریبرونی ۲۰٫۰۹ کیلومتر مربع مساحت و ۱٬۱۰۴ نفر جمعیت دارد.